# كيفن كارلبيرج
كيفن كارلبرغ (بالإنجليزية: Kevin Carlberg)‏(28 أبريل 1977 - 29 أغسطس 2009)، مغني وعازف غيتار أكوستيك أمريكي، اشتهر بكونه المغني الرئيسي وعازف الغيتار الأكوستيك في فرقة Pseudopod. كما أكمل ألبومًا منفردًا بالتعاون مع المنتج ديتو جودوين.
تم تشخيص كارلبرغ بسرطان الدماغ، لكنه التحق ببرنامج علاجي تجريبي في جامعة كاليفورنيا في لوس أنجلوس يُعرف باسم لقاح الخلايا الجذعية المتغصنة. وبعد خمس سنوات من العلاج، لم يعد الورم للظهور.
في 5 سبتمبر 2008، شارك كارلبرغ في البث التلفزيوني الخاص Stand Up 2 Cancer الذي استمر لمدة ساعة، كما كان موضوعًا للعديد من التقارير الإخبارية والمقالات البارزة.
في 29 أغسطس 2009، توفي كيفن كارلبرغ بسبب سرطان الدماغ.